# Hypoxis mexicana
Hypoxis mexicana är en enhjärtbladig växtart som beskrevs av Schult. och Julius Hermann Schultes. Hypoxis mexicana ingår i släktet Hypoxis och familjen Hypoxidaceae. Inga underarter finns listade i Catalogue of Life.